# Мешток
Мешток — деревня в Новоржевском районе Псковской области России. Входит в состав (с 2015) Вехнянской волости. Численность населения по состоянию на конец 2000 года составляла 59 человек.

## География
Расположена в 2 км к северу от города Новоржев, у северного побережья озера Орша.

## История
С 2005 до 2015 года деревня входила в Оршанскую волость. Законом Псковской области от 30 марта 2015 года волость была упразднена и 11 апреля 2015 года включена, вместе со всеми деревнями, в состав Вехнянской волости.

## Население
| 2001 | 2002 | 2010 |
| ---- | ---- | ---- |
| 59   | ↘52  | ↘44  |

## Транспорт
Деревня доступна по автодороге регионального значения  58К-231 Орша - Плясани.